# Füzesabony vasútállomás
Füzesabony vasútállomás a Heves vármegyei Füzesabony vasútállomása, a MÁV üzemeltetésében. A város két elkülönülő része, az északabbra eső Telep és Falu városrészek között helyezkedik el, közúti elérését a 3-as főút és a 33-as főút régi nyomvonala (a mai 33 101-es számú mellékút) felől is a 33 110-es út biztosítja.
Felvételi épületét a neves építész, Pfaff Ferenc tervezte. Makacsul tartja magát az a legenda, hogy azért lett (látszólag indokolatlanul) ilyen nagy az utasforgalomhoz képest, mert a terveket Fiume vasútállomáséval keverték össze.

## Vasútvonalak
Az állomást az alábbi vasútvonalak érintik:
- Budapest–Sátoraljaújhely-vasútvonal
- Füzesabony–Putnok-vasútvonal
- Debrecen–Füzesabony-vasútvonal
- Létezett az állomásnak még egy kisvasúti csatlakozása is, mely Kerecsendről téglát, a közbülső pusztaszikszói telepről pedig mezőgazdasági termékeket hozott ide nagyvasúti átrakodásra.[2]

## Kapcsolódó állomások

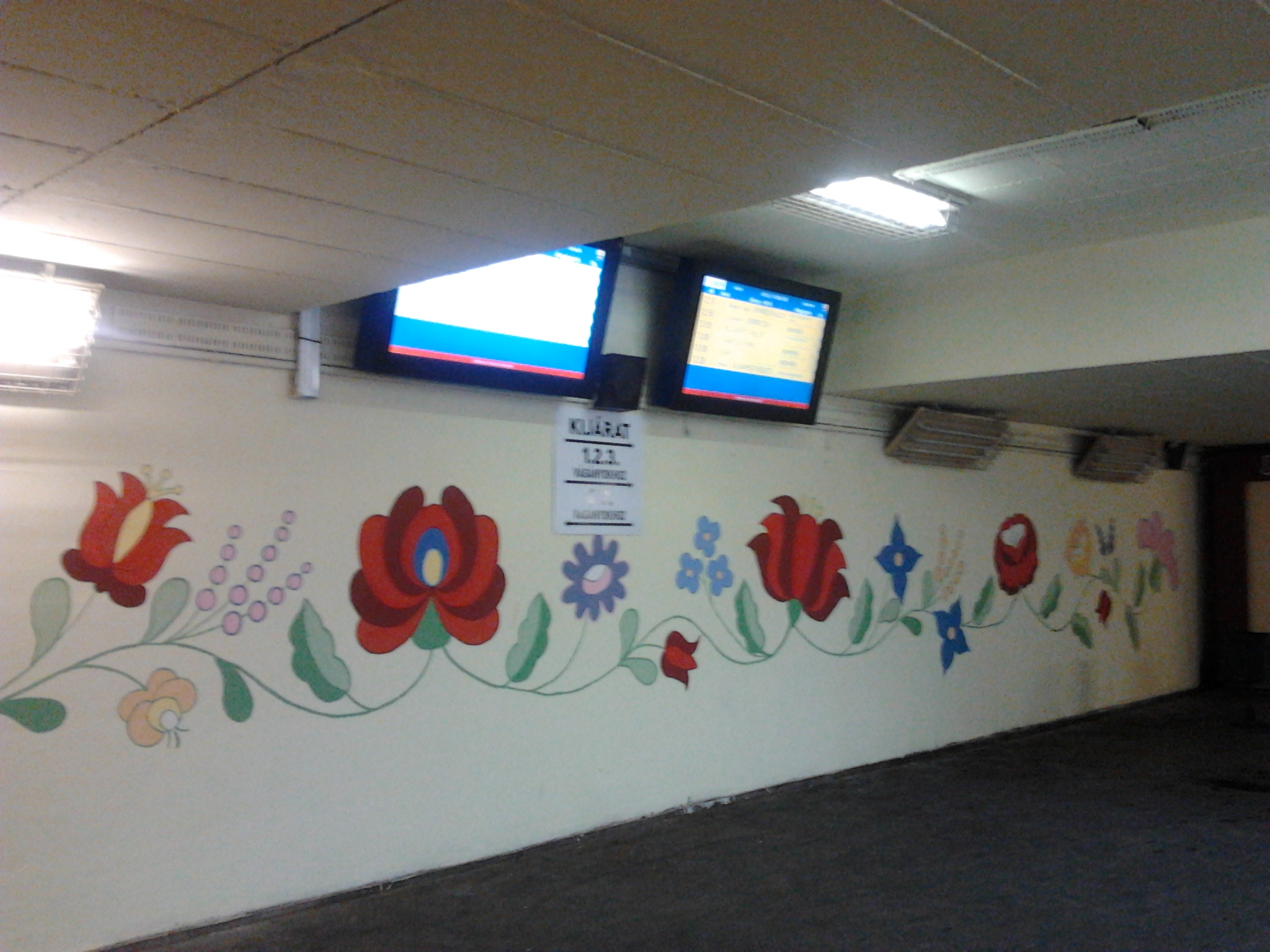
A füzesabonyi vasúti aluljáró díszített fala 2017-ben

A vasútállomáshoz az alábbi állomások vannak a legközelebb:
- Maklár vasútállomás (Eger vasútállomás, Füzesabony–Putnok-vasútvonal)
- Kál-Kápolna vasútállomás (Budapest–Sátoraljaújhely-vasútvonal)
- Szihalom megállóhely (Budapest–Sátoraljaújhely-vasútvonal)
- Mezőtárkány megállóhely (Debrecen–Füzesabony-vasútvonal)

## Forgalom
| Járat                   | Útvonal | Gyakoriság                        |
| ----------------------- | --- | --------------------------------- |
| S80                     | Budapest-Keleti – Kőbánya felső – Rákos – Rákosliget – Rákoscsaba-Újtelep – Rákoscsaba – Pécel – Isaszeg – Gödöllő-Állami telepek – Gödöllő – Máriabesnyő – Bag – Aszód – Hévízgyörk – Galgahévíz – Tura – Hatvan – Vámosgyörk – Adács – Karácsond – Ludas – Nagyút – Kál-Kápolna – Füzesabony                                                                                     | Napi 1 pár                        |
| személyvonat            | Budapest-Keleti – (Pécel → Isaszeg →) Gödöllő (← Máriabesnyő ← Bag) – Aszód – Tura – Hatvan – Vámosgyörk – Adács (← Karácsond ← Ludas) – Nagyút – Kál-Kápolna – Füzesabony – Szihalom – Mezőkövesd – Mezőkövesd felső – Mezőkeresztes-Mezőnyárád – Csincse – Emőd – Nyékládháza – Miskolc-Tiszai                                                                                   | Napi 1 pár                        |
| személyvonat            | Hatvan – Vámosgyörk – Adács – Karácsond – Ludas – Nagyút – Kál-Kápolna – Füzesabony (→ Maklár → Andornaktálya → Eger) | Napi 1 pár                        |
| személyvonat            | Vámosgyörk – Adács – Karácsond – Ludas – Nagyút – Kál-Kápolna – Füzesabony | Napi 5 pár                        |
| személyvonat            | Füzesabony – Maklár – Andornaktálya – Eger | 2 óránként                        |
| személyvonat            | Füzesabony – Szihalom – Mezőkövesd – Mezőkövesd felső – Mezőkeresztes-Mezőnyárád – Csincse – Emőd – Nyékládháza – Miskolc-Tiszai | 1-2 óránként                      |
| személyvonat            | Füzesabony – Szihalom – Mezőkövesd – Mezőkövesd felső – Mezőkeresztes-Mezőnyárád – Csincse – Emőd – Nyékládháza – Miskolc-Tiszai – Felsőzsolca – Hernádnémeti-Bőcs – Tiszalúc – Taktaharkány – Taktaszada – Szerencs – Mezőzombor – Bodrogkeresztúr – Szegi – Erdőbénye – Olaszliszka-Tolcsva – Bodrogolaszi – Sárospatak – Sátoraljaújhely                                        | 2 óránként                        |
| személyvonat            | Debrecen – Tócóvölgy – Kismacs – Macs Ipari Park mh. – Nagyhát – Balmazújváros – Kónya – Hortobágy – Hortobágyi Halastó – Ohat-Pusztakócs – Egyek – Tiszafüred – Poroszló – (Kétútköz –) Egerfarmos – Mezőtárkány – Füzesabony | 2 óránként                        |
| személyvonat            | Egyek – Tiszafüred – Poroszló – Egerfarmos – Mezőtárkány – Füzesabony | Napi 2 pár                        |
| személyvonat            | Hatvan → Vámosgyörk → Adács → Karácsond → Ludas → Nagyút → Kál-Kápolna → Füzesabony → Szihalom → Mezőkövesd → Mezőkövesd felső → Mezőkeresztes-Mezőnyárád → Csincse → Emőd → Nyékládháza → Miskolc-Tiszai | Napi 1 Miskolc felé               |
| személyvonat            | Miskolc-Tiszai → Nyékládháza → Emőd → Csincse → Mezőkeresztes-Mezőnyárád → Mezőkövesd felső → Mezőkövesd → Szihalom → Füzesabony → Kál-Kápolna → Vámosgyörk → Hatvan | Napi 1 Hatvan felé                |
| Agria InterRégió        | Budapest-Keleti – Gödöllő – Máriabesnyő – Bag – Aszód – Tura – Hatvan – Vámosgyörk – (Adács – Karácsond – Ludas – Nagyút –) Kál-Kápolna – Füzesabony – Maklár – (Andornaktálya →) Eger | Óránként                          |
| InterRégió              | Miskolc-Tiszai → Nyékládháza → Mezőkövesd → Füzesabony → Hatvan → Isaszeg → Pécel → Rákoscsaba → Rákosliget → Akadémiaújtelep → Budapest-Keleti | Napi 1 Budapest felé              |
| Ezüstpart expresszvonat | Miskolc-Tiszai – Nyékládháza – Mezőkövesd – Füzesabony – Kál-Kápolna – Vámosgyörk – Hatvan – Aszód – Gödöllő – Budapest-Kelenföld – Székesfehérvár – Balatonaliga – Balatonvilágos – Szabadisóstó – Siófok – Balatonszéplak felső – Zamárdi – Szántód – Balatonföldvár – Balatonszárszó – Balatonszemes – Balatonlelle felső – Balatonlelle – Balatonboglár – Fonyódliget – Fonyód | Nyáron napi 1 pár                 |
| Tisza-tó sebesvonat     | Budapest-Keleti – Gödöllő – Hatvan – Füzesabony – Poroszló – Tiszafüred – Egyek – Hortobágyi Halastó – Hortobágy – Balmazújváros | Hétvégén 1 pár, nyáron napi 1 pár |
| Tokaj InterCity         | Budapest-Nyugati – Zugló – Kőbánya-Kispest – Ferihegy – Cegléd – Szolnok – Püspökladány – Hajdúszoboszló – Debrecen – Nyíregyháza – Tokaj – Szerencs – Miskolc-Tiszai – Füzesabony – Hatvan – Budapest-Keleti | 2 óránként                        |
| Tokaj InterCity         | Budapest-Keleti – Hatvan – Füzesabony – Miskolc-Tiszai – Szerencs – Tokaj – Nyíregyháza – Debrecen (← Ebes ← Hajdúszoboszló ← Kaba ← Püspökladány ← Karcag ← Kisújszállás ← Fegyvernek-Örményes ← Törökszentmiklós ← Szajol ← Szolnok) | Napi 1 pár                        |
| Füzér InterCity         | Budapest-Keleti – Füzesabony – Miskolc-Tiszai – Szerencs – Olaszliszka-Tolcsva – Sárospatak – Sátoraljaújhely | Napi 1 pár                        |
| Borsod InterCity        | Budapest-Keleti – Hatvan – Füzesabony – Mezőkövesd – Nyékládháza – Miskolc-Tiszai | Napi 1 pár                        |
| Hámor InterCity         | Budapest-Keleti → Füzesabony → Mezőkövesd → Miskolc-Tiszai | Napi 1 Miskolc felé               |